# Alliance Airlines
Alliance Airlines est une société de services aéronautiques basée à Brisbane, dans le Queensland, avec des bases opérationnelles à Adélaïde, Cairns, Melbourne, Perth, Townsville et Auckland, en Nouvelle-Zélande. La société possède et exploite une flotte d’avions Fokker, notamment des avions à réaction Fokker F70 et Fokker F100. Alliance fournit des services d’affrètement aérien en avion (FIFO) pour l’industrie minière et des ressources australienne en Australie, ainsi que des affrètements d’aéronefs privés en Australie, en Nouvelle-Zélande, dans les îles du Pacifique et en Asie du Sud-Est. Alliance assure également la vente et la location de composants d'avion dans le monde.

## Historique
Alliance a été créée en 2002 lorsque Queensland Airline Holdings, basée à Brisbane, a acquis les actifs de la compagnie aérienne Flight West Airlines, qui avait été créée en mai 1987 et avait cessé ses activités en 2001. Alliance a depuis étendu sa flotte et ses capacités opérationnelles pour répondre à la demande croissante du secteur minier et énergétique. La compagnie aérienne appartient à 100 % à Alliance Aviation Services Limited, qui était cotée à l'ASX en 2011 et compte maintenant plus de 430 employés. En novembre 2015, Alliance a annoncé l'achat de 6 avions Fokker F70 et de 15 appareils Fokker F100 à Austrian Airlines.
En 2019, Qantas acquiert une part de 19,9% dans la compagnie.

## Flotte

### Flotte actuelle
La flotte de la compagnie est composée de la manière suivante (en avril 2024) :
| - Un Fokker 50 - Un Fokker 70 - Un Fokker 100 |

### Ancienne flotte
- Boeing 737-400
- Fokker F50